# Horní Ves (przystanek kolejowy)
Horní Ves – przystanek kolejowy w miejscowości Horní Ves, w kraju Wysoczyna, w Czechach. Znajduje się na wysokości 610 m n.p.m..  
Na przystanku nie ma możliwości zakupu biletów, a obsługa podróżnych odbywa się w pociągu.

## Linie kolejowe
- 225 Havlíčkův Brod – Veselí nad Lužnicí